# Mit racławicki
Mit racławicki – rozwinięty w polskiej świadomości końca XIX wieku mit wyobrażenia chłopa jako niezniszczalnego i dumnego wojownika o wolność narodu, ziemię i religię związany z bitwą pod Racławicami, która miała miejsce 4 kwietnia 1794, w czasie insurekcji kościuszkowskiej. Choć nie miała ona dużego znaczenia militarnego, wzbudziła w ludziach nadzieję na wygraną powstania. Polacy odnieśli zwycięstwo dzięki chłopom uzbrojonym w kosy (kosynierzy), które stały się symbolem walki ludu o wolność Polski. Motyw ten został wykorzystany między innymi w Weselu Stanisława Wyspiańskiego jako przyczyna nadmiernej dumy klasowej chłopów.